# Liste der portugiesischen Botschafter in Peru
Die Liste der portugiesischen Botschafter in Peru listet die Botschafter der Republik Portugal in Peru auf. Die beiden Staaten unterhalten seit 1853 direkte diplomatische Beziehungen. Eine eigene Vertretung (Legation) in der peruanischen Hauptstadt Lima eröffnete Portugal 1945. 1964 wurde die Legation zur Botschaft erhoben.
Die Botschaft Portugals in der Hauptstadt Lima residiert dort in der Avenida Pardo y Aliaga Nr. 640, im Stadtbezirk San Isidro. Ein portugiesisches Honorarkonsulat besteht zudem in Cusco.

## Missionschefs
| Name                                               | Bild | Amtszeit                             | Anmerkungen                                                                                         |
| Peru                                               | Peru | Peru                                 | Peru                                                                                                |
| -------------------------------------------------- | ---- | ------------------------------------ | --------------------------------------------------------------------------------------------------- |
| António José Alves Júnior                          |      | 10. November 1945 –10. April 1949    | Ministro Plenipotenciário, am 15. November 1945 als erster Vertreter Portugals in Lima akkreditiert |
| João Sainte Marie de Morais                        |      | 11. April 1949 –21. April 1953       | Geschäftsträger                                                                                     |
| Amaro do Sacramento Monteiro                       |      | 22. April 1953 –25. Mai 1956         | Beauftragter Legationsleiter                                                                        |
| Frederico José de Sousa Teixeira de Sampaio        |      | 14. Juni 1956 –8. März 1959          | Geschäftsträger                                                                                     |
| Carlos Saporiti Machado Barros                     |      | 9. März 1959 –1. November 1959       | Geschäftsträger                                                                                     |
| Humberto Alves Morgado                             |      | 2. November 1959 –1961               | Geschäftsträger                                                                                     |
| José dos Santos Silva Taveira                      |      | 11. Oktober 1961 –22. September 1964 | Geschäftsträger, am 13. Oktober 1961 akkreditiert                                                   |
| José dos Santos Silva Taveira                      |      | 22. September 1964 –25. Juni 1966    | Botschafter, am 22. September 1964 akkreditiert, Legation zur Botschaft erhoben                     |
| Salvador Augusto de Sousa Sampayo Garrido          |      | 16. Juli 1966 –1. August 1970        | Botschafter, am 27. Juli 1966 akkreditiert                                                          |
| Adriano António de Carvalho                        |      | 6. September 1970 –17. November 1974 | Botschafter, am 14. Oktober 1970 akkreditiert                                                       |
| José Manuel de Noronha Gamito                      |      | 28. November 1974 –18. Februar 1979  | Botschafter                                                                                         |
| António Augusto Coelho Bártolo                     |      | 19. Februar 1970 –Mai 1986           | Botschafter                                                                                         |
| Luiz Martinez Pazos Alonso                         |      | 12. Mai 1986 –7. Mai 1988            | Botschafter, am 22. Mai 1986 akkreditiert                                                           |
| José Fernando Moreira da Cunha                     |      | 7. Mai 1988 –7. Mai 1989             | Übergangs-Geschäftsträger                                                                           |
| Augusto José Pestana Saraiva Peixoto               |      | 7. Mai 1988                          | Übergangs-Geschäftsträger                                                                           |
| Inácio José D'Araújo Rebello de Andrade            |      | 1. Oktober 1990 –7. Januar 1993      | Botschafter, am 19. Oktober 1990 akkreditiert                                                       |
| José Lourenço Pereira de Sousa Sarmento            |      | 11. Juni 1993 –12. Mai 1997          | Botschafter, am 16. Juni 1993 akkreditiert                                                          |
| Alexandre Manuel Galvão Mexia de Almeida Fernandes |      | 19. Februar 1998 –19. März 2003      | Botschafter, am 6. März 1998 akkreditiert                                                           |
| Mário Alberto Lino da Silva                        |      | –13. Oktober 2008                    | Botschafter, am 3. Dezember 2003 akkreditiert                                                       |
| Nuno António Ribeiro de Bessa Lopes                |      | –17. Dezember 2012. Januar 1988      | Botschafter, am 7. Januar 2009 akkreditiert                                                         |
| Helena Margarida Rezende de Almeida Coutinho       |      | –20. Oktober 2017                    | Botschafterin, am 19. März 2013 akkreditiert                                                        |
| Afonso Henriques Abreu de Azeredo Malheiro         |      | seit 15. Januar 2018                 | Botschafter, am 31. Januar 2018 akkreditiert                                                        |